# مونته‌مورو
مونته‌مورو (به ایتالیایی: Montemurro) یک کومونه در ایتالیا است که در استان پوتنزا واقع شده‌است.

## خصوصیات
مونته‌مورو ۵۶٫۵۴ کیلومترمربع مساحت و ۱٬۴۲۸ نفر جمعیت دارد و ۷۲۳ متر بالاتر از سطح دریا واقع شده‌است.